# Holsman Automobile Company

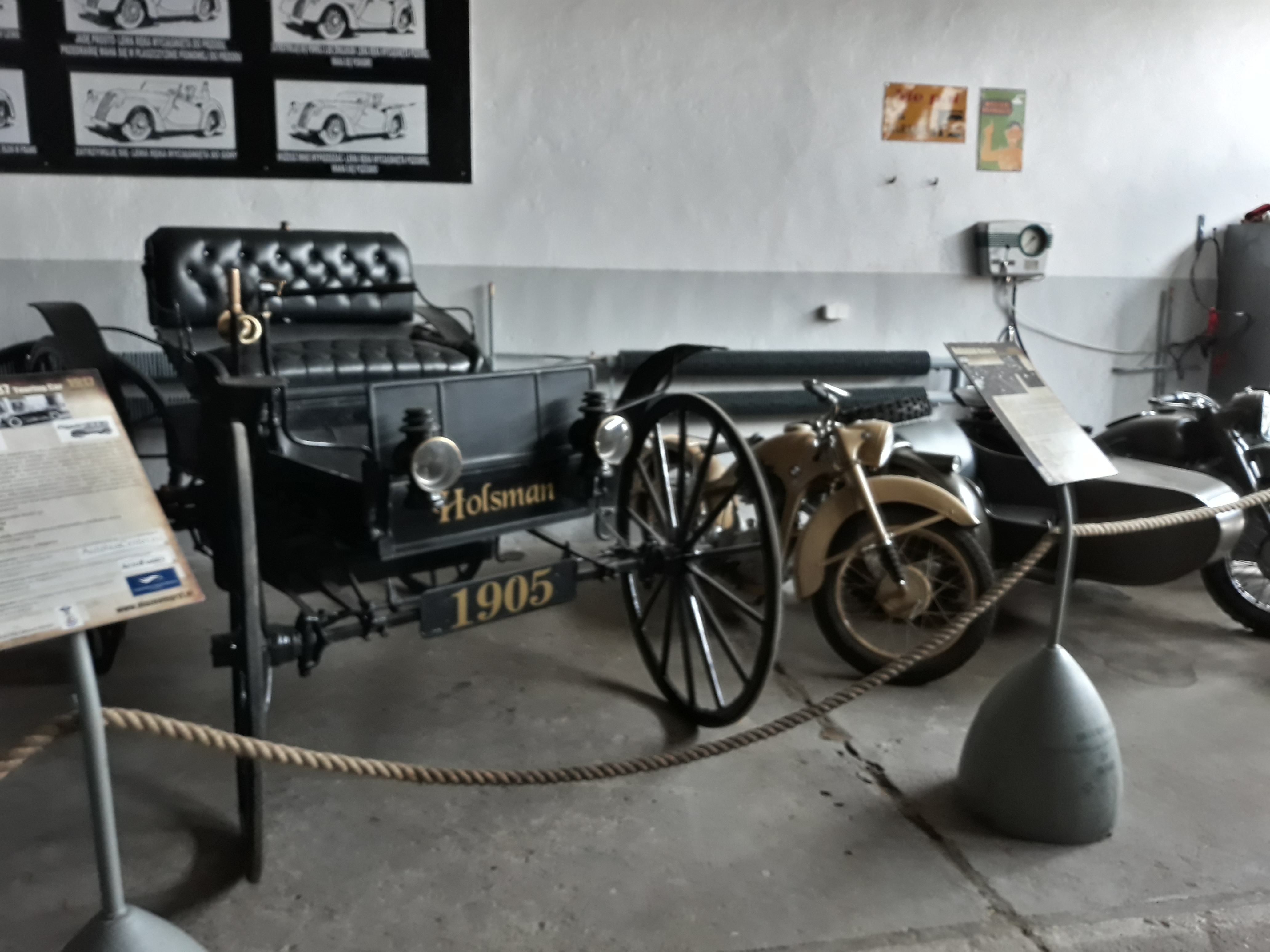
Holsman model 3 z 1905 na ekspozycji w Muzeum Gryf pod Wejherowem

Holsman Automobile Company – amerykański producent wczesnych samochodów osobowych typu High Wheeler (bryczek motorowych) z siedzibą w Chicago, działający w latach od 1901 do 1910. Założony przez amerykańskiego architekta i przedsiębiorcę Henry’ego Holsmana. Holsman jako pierwszy zastosował wsteczny bieg w swoich pojazdach. Wytworzono ok. 2500 pojazdów, produkowane i sprzedawane były poza kontynentem amerykańskim, również w Nowej Zelandii
Holsman jest znany jako wynalazca bryczek motorowych, określanych jako high wheeler, których właściwości trakcyjne były wysoko cenione na ówczesnych złych drogach. Nabywszy na przełomie XIX i XX wieku dwa automobile, uznał je za niewystarczająco dobrze poruszające się na błotnistych traktach Ameryki, w związku z czym zaprojektował pojazd, na który złożył 31 lipca 1901 zgłoszenie patentowe. Zaprojektował też kilka gaźników i szereg innych usprawnień technicznych, skupiając się głównie na poprawie właściwości jezdnych pojazdów. Prowadzone przez niego przedsiębiorstwo było liderem w swojej branży. W 1905 przedsiębiorstwo otrzymało tak wielką liczbę zamówień, że w niektórych okresach uruchamiana była nocna zmiana. W 1909 zatrudnionych było 200 pracowników.

## Najstarszy sprawny samochód w Polsce
Najstarszy sprawny technicznie automobil w Polsce jest eksponatem Muzeum Gryf w Dąbrówce koło Wejherowa. Jest to Holsman Model 3 z 1905, produkowany w latach 1905–1907. Samochód ma zaczepy umożliwiające zaprzęgnięcie konia w przypadku braku paliwa lub awarii silnika.

### Dane techniczne Holsman Model 3
- Długość: 2,85 m
- Szerokość: 1,60 m
- Rozstaw osi: 1,66 m
- Masa własna: 300 kg
- Napęd: chłodzony powietrzem dwucylindrowy silnik o zapłonie iskrowym, leżący, zamontowany pod fotelem
- Pojemność: 1646 cm³
- Moc: 7,35 kW
- Instalacja elektryczna: 6 V
- Liczba miejsc: 2[4]